# Festa della Comunità francofona
La Festa della Comunità francofona del Belgio (in francese: Fête de la Communauté française) è una festa celebrata il 27 settembre.
Questa data fu scelta dal Consiglio Culturale della Comunità Culturale Francofona del Belgio nel 1975, su proposta di Fernand Massart, e secondo una pagina della storia dell'indipendenza del Belgio: entrate a Bruxelles il 23 settembre 1830, le truppe reali dei Paesi Bassi guidate da Federico, secondogenito di Guglielmo I d'Orange, vengono espulse nella notte tra il 26 e il 27 settembre. A seguito di questo evento, il Belgio dichiarerà la sua indipendenza il 4 ottobre. 
Questa festa dà luogo a un giorno libero per le scuole e le amministrazioni della comunità francese.

## Storia
In Francia è appena scoppiata la "Rivoluzione di luglio" e questo evento ha una grande influenza sulle idee politiche nei Paesi Bassi meridionali governati da Guglielmo I. La sera del 25 agosto 1830, al Théâtre de la Monnaie, viene ricordata l'opera di Auber La muta di Portici, che ricorda l'insurrezione dei napoletani contro Filippo IV di Spagna nel 1647.
I disordini scoppiano nella città di Bruxelles e raggiungono rapidamente Liegi il giorno dopo. Il movimento di insurrezione è diretto contro il governo di Guglielmo I e si trasforma in richieste sociali. I cattivi raccolti del 1830 portarono alla disoccupazione, a causa dell'espansione delle macchine e anche del bassissimo livello dei salari. Questa situazione alimenta la rivolta alla fine di agosto.
I borghesi sono preoccupati per la partecipazione dei contadini alle assemblee pubbliche. Il 31 agosto una delegazione di Bruxelles e Liegi si recò a L'Aia chiedendo a Guglielmo I l'immediata convocazione degli Stati generali. Il loro approccio non ha alcun effetto.
Il borghese si rivolge a Guglielmo d'Orange, figlio di Guglielmo I ed erede al trono, chiedendogli di sostenere la loro richiesta. Chiedono la separazione amministrativa del sud e del nord del regno. Questo restituisce immediatamente la decisione agli Stati Generali. L'11 settembre, una commissione di sicurezza a Bruxelles chiede calma. Questo sarà sciolto il 20 settembre. Bruxelles conosce quindi un posto vacante di potere quasi totale.
Il principe Federico annuncia, il 21 settembre, la sua intenzione di andare a Bruxelles con le sue truppe, cosa che fa il 23. Viene organizzata una grande resistenza e, dopo aver disarmato la borghesia, contro cui si oppone l'esercito del principe, è costretta a ritirarsi.